# Latroniano
Latroniano (en latín: Latronianus: Latronianus) fue un poeta y estudioso de la Hispania romana y fue asociado al Priscilianismo en el siglo IV d. C. Fue ejecutado juntamente con Prisciliano y otros mártires en Tréveris, el año 385 d. C. Está considerado como uno de los primeros herejes ejecutados en la historia del cristianismo.

## De Viris Illustribus
Jerónimo de Estridón incluyó a Latroniano en su monumental obra De Viris Illustribus (cap. 122) porque le consideraba de indudable valía. En su biografía, san Jerónimo menciona sus obras y le describe como "un hombre de grande erudición y comparable a los antiguos poetas en sus versos".